# Erina Yamane
Pour les articles homonymes, voir Yamane.
Erina Yamane (山根 恵里奈, Yamane Erina), née le 20 décembre 1990, est une joueuse internationale de football japonaise.

## Biographie
Le 15 janvier 2010, elle fait ses débuts dans l'équipe nationale japonaise contre l'équipe du Chili. Elle participe à la Coupe du monde 2015. Elle compte 26 sélections en équipe nationale du Japon.

## Statistiques
Le tableau ci-dessous présente les statistiques de Erina Yamane en équipe nationale
| Équipe du Japon | Équipe du Japon | Équipe du Japon |
| Année           | Matchs          | Buts            |
| --------------- | --------------- | --------------- |
| 2010            | 1               | 0               |
| 2011            | 0               | 0               |
| 2012            | 0               | 0               |
| 2013            | 3               | 0               |
| 2014            | 9               | 0               |
| 2015            | 5               | 0               |
| 2016            | 3               | 0               |
| 2017            | 2               | 0               |
| 2018            | 0               | 0               |
| 2019            | 3               | 0               |
| Total           | 26              | 0               |

## Palmarès
- Finaliste de la Coupe du monde 2015
- Vainqueur de la Coupe d'Asie 2014